# 勃艮第公爵菲利普三世
菲利普三世（绰号好人菲利普）（法语: Philippe le Bon; 荷兰语: Filips de Goede; 1396年7月31日—1467年6月15日）瓦卢瓦王朝的第三代勃艮第公爵（1419年—1467年在位），百年战争末期欧洲重要的政治人物之一。

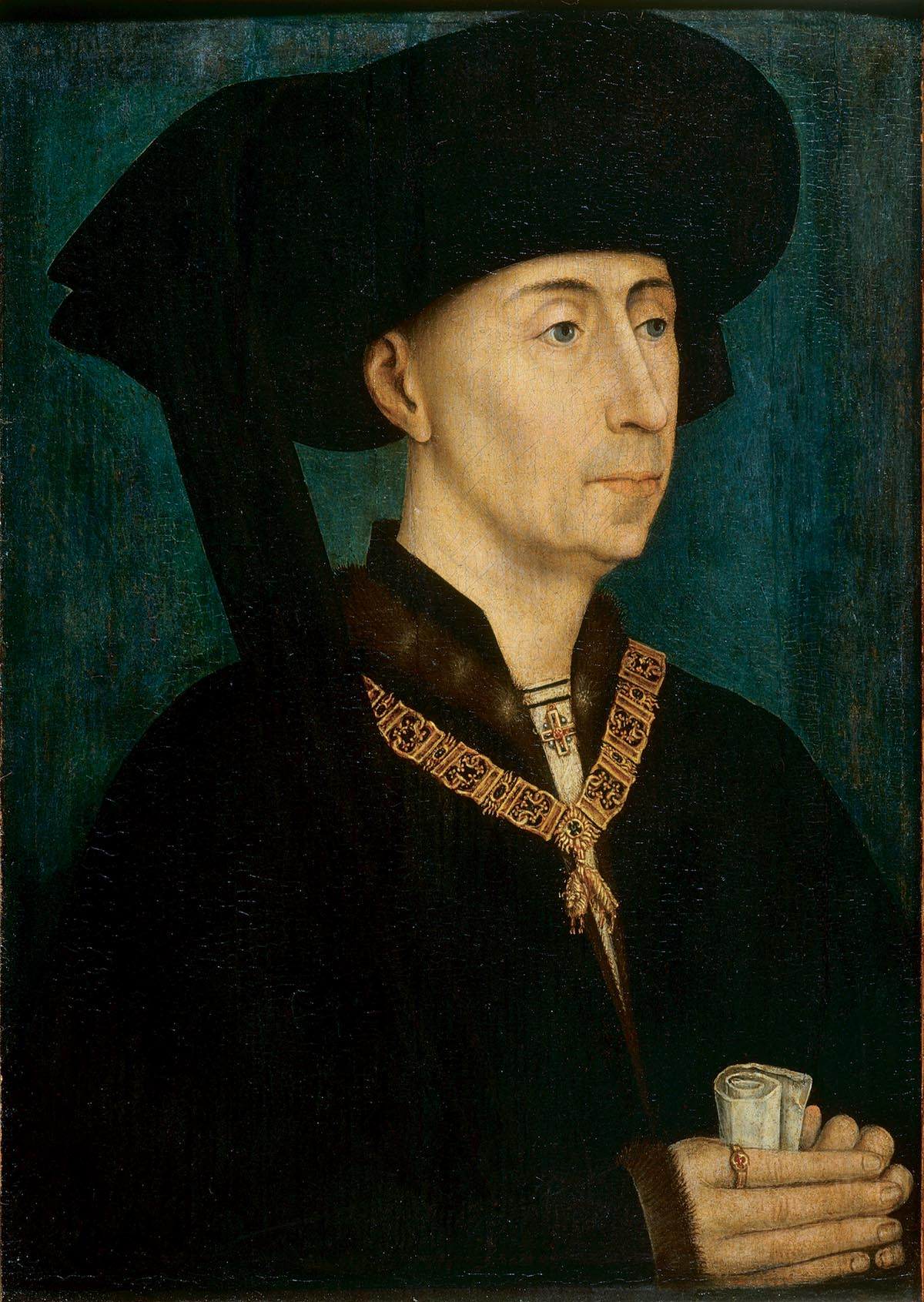
菲利普三世

## 家世

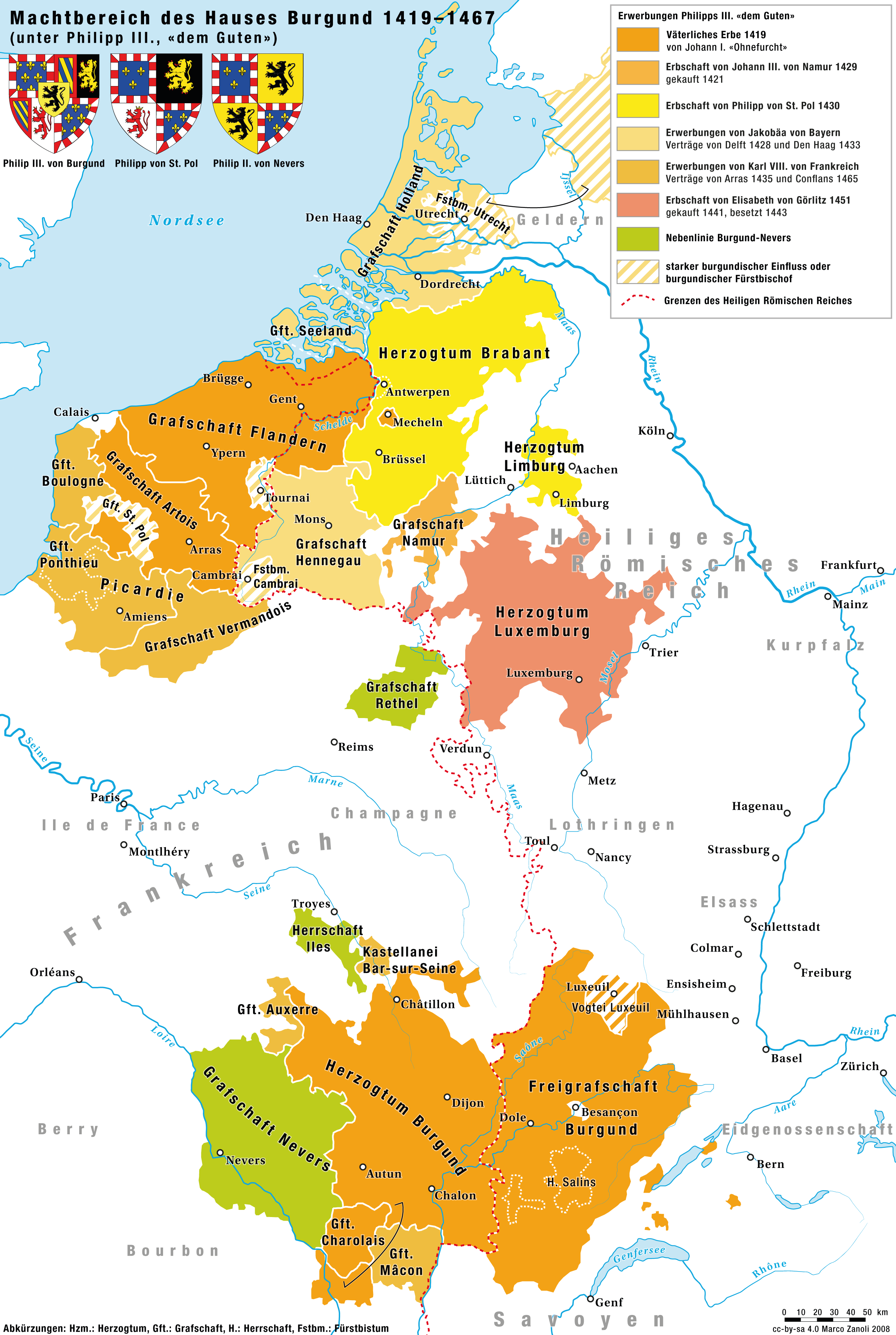
好人菲利普当政期间新增的领土：布拉班特公國（黃色）、皮卡第（棕色）、埃諾（皮膚色）、那慕爾與盧森堡公國（鮭紅）

菲利普三世为勃艮第公爵无畏的约翰之子，生于第戎。他的母亲是巴伐利亚公主玛格丽特。在父亲于1419年与阿马尼亚克派谈判时遇刺后，菲利普三世继承了勃艮第公国。

## 在百年战争中的角色
法国王太子查理（即后来的国王查理七世）曾經與他接触，但菲利普三世在位初期仍奉行与英格兰结盟反对法国瓦卢瓦王室的政策。他可能希望以此来实现削弱法国王室并将勃艮第公国发展为囊括众多伯国和骑士领地的欧洲强国。菲利普三世指控王太子查理参与了杀害其父亲的阴谋，并发誓要巩固与英格兰国王亨利五世的同盟。1423年，菲利普三世安排了其妹与贝德福公爵兰卡斯特的约翰（英军的主要将领，也是亨利五世暴卒后英国在法国的摄政）的婚姻。
1430年，菲利普三世参加了对贡比涅的围困。勃艮第军队在这次战斗中俘获了贞德，并將她售予英格兰，被判火刑而死。
然而，菲利普三世最终与法国王室实现了和解。1435年，由于查理七世承诺将皮卡第割让给勃艮第公国，菲利普三世承认了查理七世的宗主权，并放弃了与英国人的同盟关系（1435年阿拉斯条约）。

## 其他政绩
菲利普三世在其在位时期利用联姻、战争等手段大大扩张了勃艮第公国的势力，特别是整个吞并了低地国家（尼德兰）。从1428年到1443年，他相继吞并了属于低地国家的埃诺、荷兰、布拉班特、林堡、卢森堡等伯国；低地国家成为勃艮第的经济支柱。1463年，菲利普三世第一次在尼德兰召开了三级会议。从菲利普三世时代起，勃艮第公国的政治中心实际已转移至尼德兰。
菲利普三世还是他那个时代重要的文艺庇护者。包括吉约姆·迪费在内的一大批才子受到过他的庇护。1430年，菲利普三世创立了勃艮第自己的骑士勋位：金羊毛骑士团。

## 婚姻
- 第一个妻子：法蘭西的米歇爾（英语：Michelle of Valois）（1395年—1422年），1409年结婚。
- 第二个妻子：阿圖瓦的博內（英语：Bonne of Artois）（1396年—1425年），1424年结婚。
- 第三个妻子：葡萄牙的伊莎貝拉（英语：Isabella of Portugal, Duchess of Burgundy）（1397年—1471年），1430年结婚。